# Момчил Николов (шахматист)
Вижте пояснителната страница за други личности с името Момчил Николов.
Момчил Петров Николов е български шахматист, международен майстор. Състезава се за СКШ Спартак Плевен XXI. От 2010 г. е гросмайстор.

## Шахматна кариера
През 2001 г. Николов, заедно с Иван Чепаринов, представя България на световното първенство за момчета до 16 години в Оропеса дел Мар, Испания. Николов изиграва 9 партии, в които постига 5,5 точки, и с този резултат заема 22-30 м. в крайното класиране.
Участва на първото черноморско отборно първенство до 18 години, проведено през 2002 г. в Турция.
През 2003 г. печели първенството на България при момчетата до 18 години. Подгласници му остават Калин Каракехайов и Павел Димитров. Същата година печели държавното индивидуално първенство на България при момчетата до 20 години. Тези успехи му дават право да представя България на световното първенство за момчета до 18 години в Гърция. Завършва състезанието със спечелени 6,5 т. от 9 възможни. 
През 2007 г. печели българското студентско първенство в София. Същата година става вицешампион на България.

## Турнирни резултати
- 2005 –  Велико Търново (2-3 м. с Живко Братанов)[8]
- 2005 –  Разград (1 м. на „Купа Абритус“)[9]
- 2005 –  Истанбул (1 м. на „Адалар Опен“)[10]
- 2006 –  Разград (2 м. на „Купа Абритус“)[11]
- 2007 –  Слънчев бряг (2-3 м. с Павел Димитров на Мемориал „Кесаровски-Георгиев“)[12]